# Zdenka Kozáková
Zdenka Kozáková roz. Stará (* 22. ledna 1979, Ostrava) je bývalá česká reprezentantka v orientačním běhu v současnosti žijící v Brně. Jejím největším úspěchem je páté místo ze závodu štafet na Mistrovství světa v roce 2006 v dánském Århusu. V současnosti běhá za český klub Tesla Brno a zároveň za švédský klub Sävedalens AIK, který reprezentuje na závodech ve Skandinávii.

## Sportovní kariéra

### Umístění na MS a ME
| Mistrovství světa | Sprint    | Middle    | Long      | Štafety  |
| ----------------- | --------- | --------- | --------- | -------- |
| Tampere 2001      | X         | X         | 48. místo | 7. místo |
| Västerås 2004     | X         | X         | 26. místo | 9. místo |
| Århus 2006        | 23. místo | 38. místo | X         | 5. místo |
| Kyjev 2007        | X         | 11. místo | X         | 6. místo |
| Olomouc 2008      | X         | 24. místo | X         | X        |

| Mistrovství Evropy | Sprint    | Middle    | Long      | Štafety  |
| ------------------ | --------- | --------- | --------- | -------- |
| Truskavec 2000     | X         | 19. místo | 35. místo | X        |
| Roskilde 2004      | X         | 32. místo | 36. místo | X        |
| Otepää 2006        | 26. místo | 27. místo | X         | 9. místo |
| Ventspils 2008     | 24. místo | 26. místo | 26. místo | 5. místo |

| Mistrovství světa juniorů | Sprint | Middle    | Long      | Štafety  |
| ------------------------- | ------ | --------- | --------- | -------- |
| Govora 1996               | X      | 36. místo | 18. místo | 4. místo |
| Leopoldsburg 1997         | X      | 26. místo | 20. místo | X        |
| Reims 1998                | X      | 14. místo | 18. místo | 5. místo |
| Varna 1999                | X      | 6. místo  | 22. místo | 4. místo |

### Umístění na MČR
| Ročník   | Kategorie               | Klasická  | Krátká    | Sprint    | Dlouhá   | Noční | Ranking    | Členství v klubu     | Štafety   | Kluby     | Sprint. štafety |
| -------- | ----------------------- | --------- | --------- | --------- | -------- | ----- | ---------- | -------------------- | --------- | --------- | --------------- |
| MČR 1993 | D18 – starší dorostenky |           |           |           |          |       |            | TJ Baník Ostrava OKD | 6. místo  |           |                 |
| MČR 1994 | D16 – mladší dorostenky | 1. místo  | 3. místo  |           |          |       |            | TJ Baník Ostrava OKD |           |           |                 |
| MČR 1994 | D18 – starší dorostenky |           |           |           |          |       |            | TJ Baník Ostrava OKD | 4. místo  |           |                 |
| MČR 1995 | D16 – mladší dorostenky | 1. místo  | 1. místo  |           |          |       |            | TJ Baník Ostrava OKD |           |           |                 |
| MČR 1995 | D18 – starší dorostenky |           |           |           | 3. místo |       |            | TJ Baník Ostrava OKD |           |           |                 |
| MČR 1996 | D18 – starší dorostenky | 2. místo  | 6. místo  |           | 2. místo |       |            | TJ Baník Ostrava OKD |           |           |                 |
| MČR 1997 | D18 – starší dorostenky | 5. místo  | 6. místo  |           | 3. místo |       |            | TJ Baník Ostrava OKD | 1. místo  |           |                 |
| MČR 1998 | D20 – juniorky          | 1. místo  |           |           | 2. místo |       |            | KOS TJ Tesla Brno    |           |           |                 |
| MČR 1998 | D21 – ženy              |           |           |           |          |       |            | KOS TJ Tesla Brno    | 1. místo  |           |                 |
| MČR 1999 | D20 – juniorky          | 2. místo  | 2. místo  |           | 1. místo |       | 8. místo   | KOS TJ Tesla Brno    |           |           |                 |
| MČR 1999 | D21 – ženy              |           |           |           |          |       |            | KOS TJ Tesla Brno    | 2. místo  |           |                 |
| MČR 2000 | D21 – ženy              | 1. místo  | 3. místo  | 5. místo  | 2. místo |       | 2. místo   | KOS TJ Tesla Brno    | 2. místo  |           |                 |
| MČR 2001 | D21 – ženy              | 4. místo  | 1. místo  | 1. místo  | 1. místo |       | 1. místo   | KOS TJ Tesla Brno    | 1. místo  |           |                 |
| MČR 2002 | D21 – ženy              |           | 2. místo  |           | 2. místo |       | 8. místo   | KOS TJ Tesla Brno    |           |           |                 |
| MČR 2003 | D21 – ženy              |           | 2. místo  | 1. místo  | 3. místo |       | 2. místo   | KOS TJ Tesla Brno    | 4. místo  |           |                 |
| MČR 2004 | D21 – ženy              | 5. místo  | 9. místo  | 5. místo  | 5. místo |       | 7. místo   | KOS TJ Tesla Brno    | 1. místo  |           |                 |
| MČR 2005 | D21 – ženy              | 2. místo  | 1. místo  | 2. místo  | 1. místo |       | 3. místo   | KOS TJ Tesla Brno    | 3. místo  |           |                 |
| MČR 2006 | D21 – ženy              | 4. místo  | 1. místo  |           |          |       | 1. místo   | KOS TJ Tesla Brno    |           |           |                 |
| MČR 2007 | D21 – ženy              | 3. místo  | 5. místo  | 2. místo  | 1. místo |       | 1. místo   | KOS TJ Tesla Brno    | disk      |           |                 |
| MČR 2008 | D21 – ženy              | 12. místo | 7. místo  | 8. místo  | 5. místo |       | 3. místo   | KOS TJ Tesla Brno    |           |           |                 |
| MČR 2009 | D21 – ženy              | 5. místo  | 6. místo  | 9. místo  | 2. místo |       | 3. místo   | KOS TJ Tesla Brno    | 24. místo |           |                 |
| MČR 2010 | D21 – ženy              | disk      |           |           |          |       | 74. místo  | KOS TJ Tesla Brno    | 27. místo |           |                 |
| MČR 2011 | D21 – ženy              | 12. místo |           |           |          |       | 54. místo  | KOS TJ Tesla Brno    |           |           |                 |
| MČR 2012 | D21 – ženy              | 7. místo  | 6. místo  |           |          |       | 4. místo   | KOS TJ Tesla Brno    | 14. místo |           |                 |
| MČR 2013 | D21 – ženy              |           |           | 32. místo |          |       | 345. místo | KOS TJ Tesla Brno    |           |           |                 |
| MČR 2014 | D21 – ženy              | 9. místo  | 7. místo  |           |          |       | 14. místo  | KOS TJ Tesla Brno    |           |           |                 |
| MČR 2015 | D21 – ženy              |           |           |           |          |       | 255. místo | KOS TJ Tesla Brno    |           |           |                 |
| MČR 2016 | D21 – ženy              | 16. místo | 12. místo | 13. místo |          |       | 26. místo  | KOS TJ Tesla Brno    |           |           |                 |
| MČR 2017 | D21 – ženy              | 13. místo | 16. místo | 16. místo |          |       | 19. místo  | KOS TJ Tesla Brno    |           |           |                 |
| MČR 2018 | D21 – ženy              | 11. místo |           | 8. místo  |          |       | 21. místo  | KOS TJ Tesla Brno    | 16. místo | 13. místo |                 |
| MČR 2019 | D21 – ženy              | 5. místo  | 13. místo | 9. místo  |          |       | 6. místo   | KOS TJ Tesla Brno    | 12. místo | 8. místo  |                 |